# Schnelligkeit
Die Schnelligkeit (altertümlich: die Schnelle) gehört zu den motorischen Grundeigenschaften und konditionellen Fähigkeiten im Sport.
Ihr Gegenbegriff ist die Langsamkeit und ist zu unterscheiden von der Geschwindigkeit oder dem Tempo.

## Allgemeines
Nach dem Sportwissenschaftler Dietrich Martin ist Schnelligkeit bei sportlichen Bewegungen die Fähigkeit, auf einen Reiz bzw. auf ein Signal in kürzester Zeit zu reagieren und Bewegungen, auch gegen Widerstand, mit höchster Geschwindigkeit durchzuführen.
Unterschieden wird meist in Aktionsschnelligkeit  und Reaktionsschnelligkeit.
Reaktionsschnelligkeit lässt sich in der Leichtathletik z. B. durch Startschussübungen mit kurzem, schnellem Antritt trainieren.

## Reaktionsschnelligkeit
Die Reaktionsgeschwindigkeit ist die psychophysische Fähigkeit, auf Reize und Signale schnell zu reagieren. Man versteht darunter die Zeit von der Aufnahme des Reizes bis zur Bewegungsumsetzung.

### Phasen der Reaktion
Nach Vladimir Michajlovic Zaciorskij (1974) werden die einzelnen Phasen folgendermaßen beschrieben:
1. Auftreten der Erregung an den Nerven der Sinnesorgane
2. Überführung der Erregung an das ZNS (Gehirn, v. a. Rückenmark)
3. Informationsverarbeitungsgeschwindigkeit
4. Auslösung eines Befehls – „effektorisches Signal“
5. Übertragung des Befehls an den Muskel
6. Ausführung der Reaktion auf Ereignis

### Arten von Reaktionen
Man unterscheidet des Weiteren zwischen zwei Arten von Reaktionen des Körpers:
- Einfache Reaktion: bestimmte Reaktion auf einen bestimmten Reiz
- Auswahl-Reaktion: Situationsbedingte Reaktion auf einen Reiz

Bei der ersten Form ist der Sportler auf den Reiz vorbereitet, d. h. seine Reaktionsbereitschaft ist gegeben (Wachsein der Sinne). Dies ist jedoch nur gewährleistet, wenn der Programmablauf derselbe bleibt (Beispiel: Sprintlauf). Durch Training kann der Sportler seine Reaktionsfähigkeit trainieren bzw. die Reaktionszeit verkürzen.
Bei der zweiten Form der Reaktion steht der Sportler vor der Auswahl zwischen verschiedenen Bewegungsmöglichkeiten als Reaktion auf den Reiz.
Beispiel: Badminton:
- Schlag muss koordiniert werden
- Schlägerhaltung und Zeitpunkt müssen gewählt werden

Es sind bei diesen drei Kriterien also mehrere Möglichkeiten gegeben, die der Spieler koordinieren muss. Bei der Auswahlreaktion kann der Spieler jedoch durch Antizipation die Reaktionszeit verkürzen, indem er die möglichen Reaktionen minimiert (z. B. durch Beobachtung der Schlägerhaltung des Gegners beim Badminton).
Diese Bewegungsvorausnahme setzt aber voraus, dass der Spieler
- Erfahrung in der Sportart besitzt,
- Situationen in seiner Mannschaft vorausschauen kann,
- die Taktik des Gegners zu durchschauen vermag,
- technisches Können hat bzw.
- die Reaktionsbewegungen automatisiert hat.

## Maximale azyklische und zyklische Schnelligkeit
Man unterscheidet zwischen zwei Formen der Bewegungen bei der Schnelligkeit:
- azyklisch: kurze (schnelle) Bewegung, z. B. der Tennisschlag
- zyklisch: Zyklus von Bewegungen, z. B. Sprintlauf, wobei die zyklische Schnelligkeit in einzelne azyklische Bewegungen eingeteilt wird.

Letztere Fähigkeit basiert auf mechanischen, biologischen und geistigen Faktoren; man kann sie also als Koordinationsfähigkeit bezeichnen. Eine azyklische Bewegung zu vollführen ist kein Akt der „Kunst“, sondern agonistische und antagonistische Bewegung (Beuger und Strecker). Jedoch stellt es (anfangs) eine Herausforderung dar, diese Bewegungen vom motorischen Zentrum in der Großhirnrinde in einen zyklischen Bewegungsablauf einzubauen (Programmentwurf) und damit maximale Leistung zu erbringen. Hierbei spielt die Informationsverarbeitungsgeschwindigkeit und die Hemmung durch den jeweiligen Antagonist (Muskel) eine besondere Rolle. Während z. B. auf dem Standfahrrad bis zu 7 Umdrehungen/Sekunde geschafft werden, sind beim Sprint und den Drehungen am Seitpferd kaum mehr als 2,2 Umdrehungen/Sekunde möglich.

## Biologische Grundlagen
Schnelligkeit ist von folgenden biologischen Voraussetzungen abhängig:
- Geschwindigkeit der Nervenleitungen für die Reaktionszeit
- Intramuskuläre Faktoren: Viskosität (Geschmeidigkeit, intramuskulärer Reibungswiderstand, Temperatur), pH-Wert (Übersäuerung des Muskels), synchrone Aktivierung möglichst vieler motorischer Einheiten in einem Muskel (intramuskuläre Koordination)
- Muskelfaserstruktur: Sie ist gekennzeichnet durch das genetisch bedingte Verhältnis von ST-Fasern (slow twitch fibers = langsam kontrahierend) und FT-Fasern (fast twitch fibers = schnell kontrahierend); Voraussetzung für Schnelligkeitsleistungen ist ein hoher Anteil von FT-Fasern
- Energiebereitstellung: Unterscheidung in aerob = Energiebereitstellung mit Sauerstoff und anaerob = ohne Sauerstoff; Grundlage für Schnelligkeitsleistungen ist die anaerobe E.bereitstellung durch die Spaltung von ATP & KP (in den ersten Sekunden der Muskelkontraktion = anaerob alaktazid, in der Folge anaerob laktazid)

Die Schnelligkeit der zyklischen Reaktion ist von folgenden Faktoren abhängig:
- Geschwindigkeit der Einzelbewegungen
- Kondition, Kraft beim Start (Beschleunigung)
- Widerstand

## Schnelligkeitstraining
Das Training der Schnelligkeit erfolgt durch den Einsatz schnelligkeitsorientierter Übungen. Das Schnelligkeitstraining folgt der Differenzierung in Reaktions- und Bewegungsschnelligkeit.
Die Phasen mit den höchsten Steigerungsraten in den elementaren Schnelligkeitsaspekten der Reaktions-, Frequenz und Reaktivschnelligkeit sind bei Kindern vom 7. bis 10. Lebensjahr zu finden.
Trainingsgrundlagen
- Schnelligkeitstraining generell nach einem intensiven Warm up im ersten Hauptteil der Trainingseinheit
- die Trainingsbelastung ist gekennzeichnet durch das Verhältnis von maximaler bzw. submaximaler Intensität – geringer Umfang – vollständige Erholung (Erholungspuls ca. 110 Schl/min) – Belastungsmethoden = Wiederholungsmethode/intensive Intervallmethode
- Training der drei Einflussgrößen:

- Sprintkraft: Training des Sprints unter erschwerten Bedingungen nach der Wiederholungsmethode und im Zusammenhang mit dem Krafttraining.
- Sprintschnelligkeit: Realisierung des Grundprinzips, dass Schnelligkeit letztlich nur durch Schnelligkeitstraining erreicht werden kann.
- Sprintausdauer: Erhöhung der Widerstandsfähigkeit gegen Ermüdung.

Training der Reaktionsschnelligkeit
- Aufwärmarbeit vor der Belastung und Vorspannung der Muskulatur erhöhen die Reaktionsschnelligkeit
- Alle sportmotorischen Fähigkeiten trainieren
- Spiele mit akustischen und optischen Signalen (z. B. aus Bauchlage auf Signal sprinten)